# أوتو شولتس
أوتو شولتس (بالألمانية: Otto Schulz)‏ هو عسكري ألماني، ولد في 12 مارس 1900 في دارمشتات في ألمانيا، وتوفي في 28 مارس 1974 في باد فيلدونغن في ألمانيا.